# Brgujac
Brgujac falu Horvátországban, Split-Dalmácia megyében, Vis szigetén. Közigazgatásilag Vishez tartozik. 

## Fekvése
Splittől légvonalban 57 km-re délnyugatra, Vis városától légvonalban 3, közúton 7 km-re délkeletre, Vis szigetének délkeleti partján, Podstražje és Milna között, az azonos nevű kis félszigeten fekszik. Visről Podseljén és Podstražjén keresztül közelíthető meg. A település régebbi része (Gornji Brgujac) egy kisebb magaslat lejtőin található, míg az alsó rész (Donji Brgujac) az egykori kis halászfalu mára Steralo üdülőtelepüléssé vált. A homokos Zaglav-öböl a sziget legjobb strandjai közé tartozik.

## Története
A település valószínűleg a 17. században kis halászfaluként keletkezett, amikor a sziget a Velencei Köztársasághoz tartozott. A velencei uralomnak 1797-ben vége szakadt és osztrák csapatok vonultak be Dalmáciába. 1805-ben a sziget az osztrákokat legyőző franciák uralma alá került, de 1811-ben a tengeri fölényben levő angolok elvették a franciáktól. Napóleon végső veresége után újra az osztrákoké lett. 1918-ban elfoglalták az olasz csapatok, az olasz  uralom 1921-ig tartott. Ezután az új szerb-horvát-szlovén állam, majd később Jugoszlávia része lett. A II. világháború után a szocialista Jugoszláviához került. A jugoszláv időszak sziget gazdasági stagnálásának időszaka volt, a kivándorlás miatt lakosság száma jelentősen csökkent. 1991-től a független Horvátország része, de 1992-ig a JNA katonái állomásoztak a szigeten. A jugoszláv katonák csak 1992 május 30-án hagyták el végleg a szigetet, helyükre horvát csapatok érkeztek. Lakói a hagyományos halászat, olajbogyó- és szőlőtermesztés mellett főként a turizmusból éltek.

## Nevezetességei
A településsel szemben található a Ravnik-sziget Zöld barlangjával, valamint egy három szigetből, Budihovacból, Mali Budihovacból és Sanakból álló szigetcsoport a környék egyik legjobb halászterülete, egyúttal kedvelt merülőhely.